# Chompoo Sangpo
Chompoo Sangpo (thailändisch ชมพู แสงโพธิ์; * 15. August 1988 in Chonburi) ist ein thailändischer Fußballspieler.

## Karriere
Chompoo Sangpo erlernte das Fußballspielen in der Jugendmannschaft vom Customs Department in Bangkok. Hier unterschrieb er 2007 auch seinen ersten Vertrag. Mit dem Verein wurde er Meister der Zweiten Liga und stieg somit in die Erste Liga auf. 2008 wechselte er zum Zweitligisten Raj-Vithi FC. In die Erste Liga, der Thai Premier League, wechselte er 2009. Hier unterschrieb er einen Vertrag bei Bangkok United. Nach einem halben Jahr ging er nach Buriram und schloss sich Buriram United an. Der Zweitligist PTT Rayong FC aus Rayong nahm ihn 2011 unter Vertrag. Mitte 2012 verließ er Rayong und ging nach Ayutthaya, wo er sich dem Drittligisten Ayutthaya FC anschloss. Mit dem Verein wurde er Meister und stieg somit in die Zweite Liga auf. Mitte 2014 verließ er den Zweitligisten. Er wurde vom Ligakonkurrenten Angthong FC unter Vertrag genommen. 2015 wechselte er in die Erste Liga. Hier unterschrieb er einen Vertrag in Sisaket beim Sisaket FC. Bis Ende 2016 spielte er 43 Mal für den Club. 2017 nahm in der Erstligist Sukhothai FC unter Vertrag. Bis Ende 2019 absolvierte er 47 Erstligaspiele. Nachdem sein Vertrag Ende 2019 ausgelaufen war, war er von Anfang 2020 bis Ende Juni 2020 vertrags- und vereinslos. Am 1. Juli 2020 verpflichtete ihn der Zweitligist Ayutthaya United FC. Für den Verein aus Ayutthaya spielte er bis Ende Dezember 2020 neunmal in der zweiten Liga. Ende Dezember 2020 wechselte er zum Erstligisten Police Tero FC nach Bangkok. Für Police absolvierte er zwei Erstligaspiele. Im Juni 2021 unterschrieb er einen Vertrag beim ebenfalls in der ersten Liga spielenden Suphanburi FC. 2021 absolvierte er für Suphanburi drei Erstligaspiele. Nach der Hinrunde 2021/22 wechselte er auf Leihbasis zum Navy FC nach Sattahip. Am Ende der Saison 2021/22 musste er mit der Navy als Tabellenletzter in die dritte Liga absteigen. Für die Navy bestritt er sechs Zweitligaspiele. Nach der Ausleihe kehrte er nach Suphanburi zurück. Im Sommer 2022 wurde sein Vertrag in Suphanburi, die in die zweite Liga abgestiegen waren, nicht verlängert. Der Drittligist Nan FC aus Nan nahm ihn Anfang September 2022 unter Vertrag. Mit Nans spielt er in der Northern Region der Liga. Nach der Hinrunde wechselte er im Dezember 2022 zum in der Western Region spielenden Dragon Pathumwan Kanchanaburi FC. Am Ende der Saison feierte er mit dem Verein die Meisterschaft der Region und den Aufstieg in die zweite Liga. Nach dem Aufstieg verließ er den Verein und schloss sich dem in der Northern Region spielenden Drittligisten See Khwae City FC an. Für den Verein aus Nakhon Sawan bestritt er zwei Ligaspiele. Nach der Hinserie 2023/24 wechselte er zum ebenfalls in der Northern Region spielenden Phitsanulok Unity FC. Nach fünf Ligaspielen wechselte er im Sommer 2024 zum ebenfalls in Phitsanulok beheimateten Drittligisten Phitsanulok FC. Nach drei Ligaspielen wurde sein Vertrag im Dezember 2024 aufgelöst.

## Erfolge
Customs Department
- Thai Premier League Division 1: 2007  ▲

Ayutthaya FC
- Regional League Division 2 – Central/East: 2012  ▲

Dragon Pathumwan Kanchanaburi FC
- Thai League 3 – West: 2022/23  ▲